# The Three Wise Men (film, 1916)
Pour les articles homonymes, voir The Three Wise Men.
The Three Wise Men est un film muet américain réalisé par Colin Campbell et sorti en 1916.

## Fiche technique
- Réalisation : Colin Campbell
- Scénario : William Anthony McGuire
- Date de sortie :
  - États-Unis : 17 avril 1916

## Distribution
- Bessie Eyton
- Edith Johnson
- Guy Oliver
- Tom Santschi